# Duje Ajduković
Duje Ajduković (Split, Croacia, 5 de febrero de 2001) es un tenista profesional croata. Su mejor posición en el ranking ATP la logró el 1 de abril de 2024 tras ubicarse 115° en el mundo. En su carrera ha ganado en individuales dos títulos de categoría Challenger y siete ITF. 
Representó a Croacia en la Copa Davis. Debutó con el equipo durante la fase de grupos de las finales de la Copa Davis 2023.

## Carrera
Profesional desde el 2018, Ajduković debutó en un torneo ATP en Umag 2021 tras recibir una invitación de la organización. Consiguió su primera victoria en esta categoría tras derrotar en la primera ronda a Andrea Collarini por 6-3, 6-2.
En 2023 consiguió su primer título Challenger en Lüdenscheid, Alemania, tras derrotar en la final del campeonato al boliviano Hugo Dellien por 7-5, 6-4. La lluvia fue una constante durante la semana que se disputó el torneo y en la definición obligó a detener el juego tras finalizar el primer set.
En septiembre de 2023 fue nominado para participar con el equipo croata en las finales de la Copa Davis 2023. Debutó en la última llave contra Países Bajos, en un momento que ya no tenían opciones de avanzar a la siguiente fase tras ser derrotados por Estados Unidos y Finlandia. Perdió el primer punto contra Botic van de Zandschulp por 6-3, 3-6, 7-5,  pero finalmente en el dobles, junto a Mate Pavić, le dio la victoria a su país tras superar a la dupla de Wesley Koolhof y Matwé Middelkoop por 3-6, 6-4, 10-8.
En el Challenger de Kobe consiguió su segundo título en la categoría tras superar en la final al local Sho Shimabukuro por 6-4, 6-2. Con ello avanzó en el ranking ATP hasta en el puesto 145 tras empezar el año en la posición 492.

## Títulos Challenger (3; 3+0)

### Individuales (3)
| N.º | Fecha                   | Torneo      | Superficie | Oponente en la final | Resultado     |
| --- | ----------------------- | ----------- | ---------- | -------------------- | ------------- |
| 1.  | 5 de agosto de 2023     | Lüdenscheid | Arcilla    | Hugo Dellien         | 7-5, 6-4      |
| 2.  | 19 de noviembre de 2023 | Kobe        | Dura (i)   | Sho Shimabukuro      | 6-4, 6-2      |
| 3.  | 1 de septiembre de 2024 | Mallorca    | Dura       | Matteo Gigante       | 4-6, 6-3, 6-4 |